# Krzysztof Oliwa
Krzysztof Artur Oliwa (* 12. April 1973 als Krzysztof Grabowski in Tychy) ist ein ehemaliger polnischer Eishockeyspieler, der in seiner aktiven Zeit von 1990 bis 2006 unter anderem für die New Jersey Devils, Columbus Blue Jackets, Pittsburgh Penguins, New York Rangers, Boston Bruins und Calgary Flames in der National Hockey League spielte. Er galt als sogenannter Enforcer und hatte im Verlaufe seiner Karriere über 400 Kämpfe.

## Karriere
Nach guten Leistungen bei GKS Katowice und GKS Tychy in Polen war man auch in Nordamerika auf ihn aufmerksam geworden. So wählten die New Jersey Devils ihn beim NHL Entry Draft 1993 in der dritten Runde als 65. aus. Er wechselte auch prompt nach Nordamerika. Seine ersten Teams dort waren die Albany River Rats in die Saint John Flames in der American Hockey League, die Raleigh IceCaps in der East Coast Hockey League und die Detroit Vipers in der International Hockey League. Er wusste stets seinen Körper einzusetzen und nachdem er in Albany mit über 300 Strafminuten für Aufsehen gesorgt hatte, kam er in der Saison 1996/97 zu seinem NHL-Debüt. Im folgenden Jahr setzte er sich in der NHL durch und spielte drei Spielzeiten für die Devils. Obwohl er keines der Playoff-Spiele für die Devils bestritt wird er als Stanley-Cup-Sieger geführt und ist damit der erste und bisher einzige Pole, der den Cup gewinnen konnte.
Zur Saison 2000/01 wechselte er zu den Columbus Blue Jackets, doch eine Verletzung ließ ihn nur zu zehn Einsätzen für die Blue Jackets kommen, bevor er zu den Pittsburgh Penguins weiter wechselte. Hier blieb er bis zum Ende der Saison 2001/02. Es folgte ein Wechsel zu den New York Rangers, doch nachdem er oft ins AHL-Farmteam zum Hartford Wolf Pack musste, folgte bald der nächste Wechsel zu den Boston Bruins. Die Saison 2003/04 verbrachte er bei den Calgary Flames. Als die NHL ein Jahr später streikte, ging er während des Lockouts in seine polnische Heimat zurück und gewann mit Podhale Nowy Targ 2005 den polnischen Pokalwettbewerb. Nach Wiederaufnahme des Spielbetriebs in der NHL zur Saison 2005/06 zu den Devils zurück, bestritt allerdings nur noch drei Spiele, bevor er seine Karriere beendete. 

### International
Für Polen nahm Oliwa im Juniorenbereich an der U18-Junioren-Europameisterschaft 1991 und der U20-Junioren-B-Weltmeisterschaft 1992 teil. Im Seniorenbereich stand er im Aufgebot seines Landes bei der A-Weltmeisterschaft 2002. 

## Erfolge und Auszeichnungen
- 2000 Stanley-Cup-Gewinn mit den New Jersey Devils
- 2005 Polnischer Pokalsieger mit Podhale Nowy Targ

## Privates
Im September 2007 geriet Oliwa mit dem Gesetz in Konflikt, nachdem er seine Freundin massiv angegriffen hatte. Sie hatte eine gebrochene Nase, wies Würgemale am Hals auf und war am ganzen Körper von Blutergüssen übersät. Oliwa drohte aufgrund dessen eine Freiheitsstrafe von drei Monaten bis zu fünf Jahren.